# Rio Claro (vattendrag i Brasilien, Paraná, lat -26,05, long -50,63)
Rio Claro är ett vattendrag i Brasilien.   Det ligger i delstaten Paraná, i den södra delen av landet, 1 200 km söder om huvudstaden Brasília.
I omgivningarna runt Rio Claro växer i huvudsak städsegrön lövskog. Runt Rio Claro är det glesbefolkat, med 11 invånare per kvadratkilometer.